# Achter De Schermen
Achter De Schermen is een Vlaamse podcast waarin presentatoren Pieterjan Marchand en Jeff Bronder wekelijks met een selectie bekende Vlamingen bespreken wat er gaande is achter de schermen van het Vlaamse medialandschap. Het programma is onder andere te bekijken via YouTube, GoPlay en op de zender Play4.

## Concept
In elke aflevering worden verschillende gasten uitgenodigd om te praten over hun ervaringen en inzichten binnen de Vlaamse media.
Elke aflevering bestaat uit een aantal vaste rubrieken, waaronder:
- Openingsvraag: "Hoe was jouw week Achter De Schermen?"
- Vragen van het volk
- Het grote prijskamp Jeff Bronder
- Showbizznieuws
- De JargonWagon
- Het eindlied

Sinds seizoen 4 worden de gewone  afleveringen afgewisseld met zogenaamde nostalgiespecials, waarin enkel gasten die een link hebben met een iconisch televisieprogramma, zoals Kulderzipken, Flikken of Het Eiland, worden uitgenodigd.

## Eindejaarsshow
Op 28 december 2024 werd een speciale eindejaarsshow uitgezonden, getiteld "Achter De Schermen: De Eindejaarsshow". Tijdens deze liveshow blikten de presentatoren samen met gasten zoals Gert en Viktor Verhulst, Philippe Geubels, Pommelien Thijs en Maaike Cafmeyer terug op het showbizzjaar 2024. De opbrengsten van deze show gingen integraal naar De Warmste Week.